# ТЕС Lençóis Paulista
22°32′36″ пд. ш. 48°48′34″ зх. д. / 22.54333° пд. ш. 48.80944° зх. д.
ТЕС Lençóis Paulista — теплова електростанція у бразильському штаті Сан-Паулу, яка відноситься до комплексу целюлозного комбінату компанії Bracell.
В 2002 році на комбінаті у Ленсойс-Пауліста став до ладу содорегенераційний котел виробництва компанії CBC, який спалює чорний натр (суміш органічних та неорганічних речовин, що залишається після варки целюлози). Первісно він міг утилізувати 700 тон твердих речовин на добу, а в подальшому цей показник довели до 826 тон. Крім того, встановили виготовлений тією ж компанією допоміжний котел з псевдозрідженим шаром, який спалює відходи переробки деревини. Разом вони продукують 230 тон пари на годину.
Отримана пара використовується, зокрема, для виробництва електроенергії, для чого спершу встановили парову турбіну із протитиском виробництва Siemens потужністю 21 МВт, яку у другій половині 2000-х доповнили конденсаційною турбіною від південноафриканської компанії TGM потужністю 17 МВт. Для потреб комбінату достатньо 21 МВт, тоді як надлишки виробленої електроенергії продають зовнішнім споживачам.
У другій половині 2010-х розпочалось зведення ще однієї черги комбінату, яка має збільшити його потужність в кілька разів. Разом з нею повинні спорудити найбільший в світі содорегенераційний котел, здатний спалювати 12 тисяч тон твердих речовин на добу, та три парові турбіни потужністю по 144 МВт. У грудні 2020-го з Іспанії прибула основна частина котла, яка важить 310 тон.